# Maisoncelles-en-Brie
Maisoncelles-en-Brie és un municipi francès, situat al departament de Sena i Marne i a la regió de Illa de França. L'any 2007 tenia 816 habitants.
Forma part del cantó de Coulommiers, del districte de Meaux i de la Comunitat de comunes del Pays de Coulommiers.

## Demografia

### Població
El 2007 la població de fet de Maisoncelles-en-Brie era de 816 persones. Hi havia 258 famílies, de les quals 43 eren unipersonals (23 homes vivint sols i 20 dones vivint soles), 78 parelles sense fills, 125 parelles amb fills i 12 famílies monoparentals amb fills.
La població ha evolucionat segons el següent gràfic:
Habitants censats

### Habitatges
El 2007 hi havia 300 habitatges, 268 eren l'habitatge principal de la família, 16 eren segones residències i 17 estaven desocupats. 283 eren cases i 15 eren apartaments. Dels 268 habitatges principals, 231 estaven ocupats pels seus propietaris, 30 estaven llogats i ocupats pels llogaters i 7 estaven cedits a títol gratuït; 1 tenia una cambra, 12 en tenien dues, 35 en tenien tres, 56 en tenien quatre i 164 en tenien cinc o més. 233 habitatges disposaven pel capbaix d'una plaça de pàrquing. A 81 habitatges hi havia un automòbil i a 173 n'hi havia dos o més.

### Piràmide de població
La piràmide de població per edats i sexe el 2009 era:
| Homes | Edats   | Dones |
| ----- | ------- | ----- |
| 0     | 95 o +  | 0     |
| 8     | 90 a 94 | 28    |
| 4     | 85 a 89 | 20    |
| 12    | 80 a 84 | 16    |
| 8     | 75 a 79 | 24    |
| 4     | 70 a 74 | 4     |
| 16    | 65 a 69 | 16    |
| 4     | 60 a 64 | 8     |
| 24    | 55 a 59 | 12    |
| 36    | 50 a 54 | 32    |
| 32    | 45 a 49 | 16    |
| 20    | 40 a 44 | 20    |
| 24    | 35 a 39 | 28    |
| 24    | 30 a 34 | 24    |
| 20    | 25 a 29 | 16    |
| 20    | 20 a 24 | 16    |
| 4     | 15 a 19 | 16    |
| 20    | 10 a 14 | 24    |
| 28    | 5 a 9   | 16    |
| 4     | 0 a 4   | 32    |

## Economia
El 2007 la població en edat de treballar era de 494 persones, 372 eren actives i 122 eren inactives. De les 372 persones actives 348 estaven ocupades (194 homes i 154 dones) i 25 estaven aturades (11 homes i 14 dones). De les 122 persones inactives 53 estaven jubilades, 45 estaven estudiant i 24 estaven classificades com a «altres inactius».

### Ingressos
El 2009 a Maisoncelles-en-Brie hi havia 268 unitats fiscals que integraven 780,5 persones, la mediana anual d'ingressos fiscals per persona era de 23.537 €.

### Activitats econòmiques
Dels 33 establiments que hi havia el 2007, 1 era d'una empresa de fabricació d'altres productes industrials, 7 d'empreses de construcció, 5 d'empreses de comerç i reparació d'automòbils, 2 d'empreses de transport, 1 d'una empresa d'hostatgeria i restauració, 1 d'una empresa financera, 9 d'empreses immobiliàries, 5 d'empreses de serveis i 2 d'entitats de l'administració pública.
Dels 10 establiments de servei als particulars que hi havia el 2009, 2 eren tallers de reparació d'automòbils i de material agrícola, 3 paletes, 1 fusteria, 1 lampisteria, 2 electricistes i 1 restaurant.
L'any 2000 a Maisoncelles-en-Brie hi havia 8 explotacions agrícoles.

## Equipaments sanitaris i escolars
El 2009 hi havia una escola elemental integrada dins d'un grup escolar amb les comunes properes formant una escola dispersa.

## Poblacions properes
El següent diagrama mostra les poblacions més properes.